# Европейска харта за регионалните или малцинствените езици
Европейската харта за регионалните или малцинствени езици (на английски: European Charter for Regional or Minority Languages; на френски: Charte européenne des langues régionales ou minoritaires) е международна конвенция, приета от Съвета на Европа през 1992 г., която защитава малцинствените езици и традиционните регионални езици в Европа. Обхваща езици, които са традиционно използвани на територията на дадена държава, но се използват от малцинство и се различават от официалния език. Това изключва езиците на мигрантски общности, както и диалекти на официалния език.
Целта на Хартата е съхраняването и популяризирането на историческите регионални и малцинствени езици като част от културното богатство в Европа. Държавите, ратифицирали Хартата се задължават активно да поощряват употребата на тези езици в образованието, администрацията, медиите, културния, икономическия и обществения живот.  Хартата предвижда широк кръг от възможни мерки и действия, чрез които да бъдат защитена и поощрявана употребата на регионални и малцинствени езици, както и две нива на защита. Всяка ратифицираща държава трябва да приложи по-ниското ниво на защита към езиците, които декларира. Може допълнително да се приложи и по-високото ниво на защита, като изпълни поне 35 от предписаните възможни мерки.
Към януари 2018 г. Хартата покрива с различна степен на защита общо 79 езика, използвани от 203 езикови общности или малцинства. Българският език е обявен като регионален или малцинствен език в пет държави: Румъния, Словакия, Сърбия, Украйна и Унгария. 
От 47-те държави в Съвета на Европа, 25 са ратифицирали Хартата, а други 8 са подписали, но не са я ратифицирали. България е сред неподписалите.

## Приложение на Хартата по държави
| Държава             | Ратификация       | Езици, към които е приложена Хартата |
| ------------------- | ----------------- | --- |
| Австрия             | 28 юни 2001       | словашки (Виена) словенски ( Каринтия и Щирия ) унгарски (Бургенланд и Виена) хърватски (в Бургенланд ) цигански чешки (Виена) |
| Армения             | 25 януари 2002    | асирийски-новоарамейски гръцки руски кюрдски (при езидите ) |
| Босна и Херцеговина | 21 септември 2010 | албански черногорски чешки италиански унгарски македонски немски полски румънски русински словашки словенски турски украински цигански идиш и ладино |
| Германия            | 16 септември 1998 | датски (в Шлезвиг-Холщайн ) горнолужишки (в Саксония ) долнолужишки (в Бранденбург ) долнонемски ( Бремен , Хамбург , Мекленбург-Предна Померания , Долна Саксония , Шлезвиг-Холщайн , Бранденбург, Северен Рейн-Вестфалия и Саксония-Анхалт ) долнорейнски (Северен Рейн-Вестфалия) севернофризийски (в Шлезвиг-Холщайн) сатерфризийски (в Долна Саксония ) цигански |
| Дания               | 8 септември 2000  | немски (Южен Ютланд ) |
| Испания             | 9 април 2001      | арагонски астуро-леонски баски (официален в Баската автономна област и част от Навара ) каталонски (официален в Каталуния и Балеарските острови ) валенсиански (официален в област Валенсия ) галисийски (официален в Галисия ) |
| Кипър               | 26 август 2002    | арменски кипро-арабски |
| Лихтенщайн          | 18 ноември 1997   | няма регионални и малцинствени езици по смисъла на Хартата |
| Люксембург          | 22 юни 2005       | няма регионални и малцинствени езици по смисъла на Хартата |
| Нидерландия         | 2 май 1996        | западнофризийски ( Фризия ) лимбургски ( Лимбург ) нидерландски долносаксонски цигански идиш |
| Норвегия            | 10 ноември 1993   | саамски квенски фински цигански скандинавско-цигански |
| Обединено кралство  | 27 март 2001      | корнуолски ирландски ълстерски шотландски шотландски шотландски келтски уелски мански |
| Полша               | 2 февруари 2009   | беларуски чешки иврит идиш караимски кашубски литовски лемко немски арменски цигански руски словашки татарски украински |
| Румъния             | 29 януари 2008    | Част II: албански арменски гръцки италиански македонски полски рутенски татарски цигански идиш Част III: български хърватски чешки немски унгарски руски сръбски словашки турски украински |
| Сърбия              | 15 февруари 2006  | албански бошняшки български хърватски унгарски цигански румънски русински словашки украински |
| Словакия            | 5 септември 2001  | български хърватски чешки немски унгарски полски цигански русински украински |
| Словения            | 4 октомври 2000   | унгарски италиански цигански |
| Украйна             | 19 септември 2005 | Украйна прилага Хартата „към езиците на следните етнически малцинства“: |
| Унгария             | 26 април 1995     | арменски лударски (рударски) български хърватски немски гръцки полски Романес румънски русински сръбски словашки словенски украински |
| Финландия           | 9 ноември 1994    | карелски саамски шведски език (втори официален) цигански |
| Хърватия            | 5 ноември 1997    | чешки унгарски италиански русински сръбски словашки украински |
| Черна гора          | 15 февруари 2006  | албански цигански |
| Чехия               | 15 ноември 2006   | словашки полски (в Моравско-силезки край , окръзи Фридек-Мистек и Карвина ) немски цигански |
| Швейцария           | 23 декември 1997  | италиански романшки |
| Швеция              | 9 февруари 2000   | фински меанкиели саамски цигански идиш |